# Louis Marie Cordonnier
Louis Marie Cordonnier (Haubourdin, 7 juli 1854 - 1940), was een architect uit Rijsel in Noord-Frankrijk.

## Levensloop
Cordonnier werkte in verschillende neostijlen. Na de Eerste Wereldoorlog was hij de leidende figuur achter de historiserende wederopbouw van Frans-Vlaanderen. 
Op zijn naam staan veel bouwwerken, vooral in het Noorderdepartement in Frankrijk, zoals het stadhuis in Duinkerke (1897-1901), het Operagebouw (1907-1913) en de Kamer van Koophandel (1910-1921) in Rijsel, De Sint-Vedastuskerk van Belle en de kerken van Meregem en Carnières. In 1907 begon hij met de bouw van het Vredespaleis in Den Haag. Vanwege bezuinigingen heeft hij daar niet geheel zijn ontwerp kunnen uitvoeren. Hij bouwde ook zijn eigen huis, villa Wilhelmine, in Hardelot.

## Ontwerpen

### Prijsvraagontwerpen
- Koopmansbeurs, Amsterdam (uitgeschreven door de gemeente Amsterdam). 1884 (eerste ronde), 1885 (tweede ronde). Motto: Y. 1e plaats. Zie Beurs van Berlage.

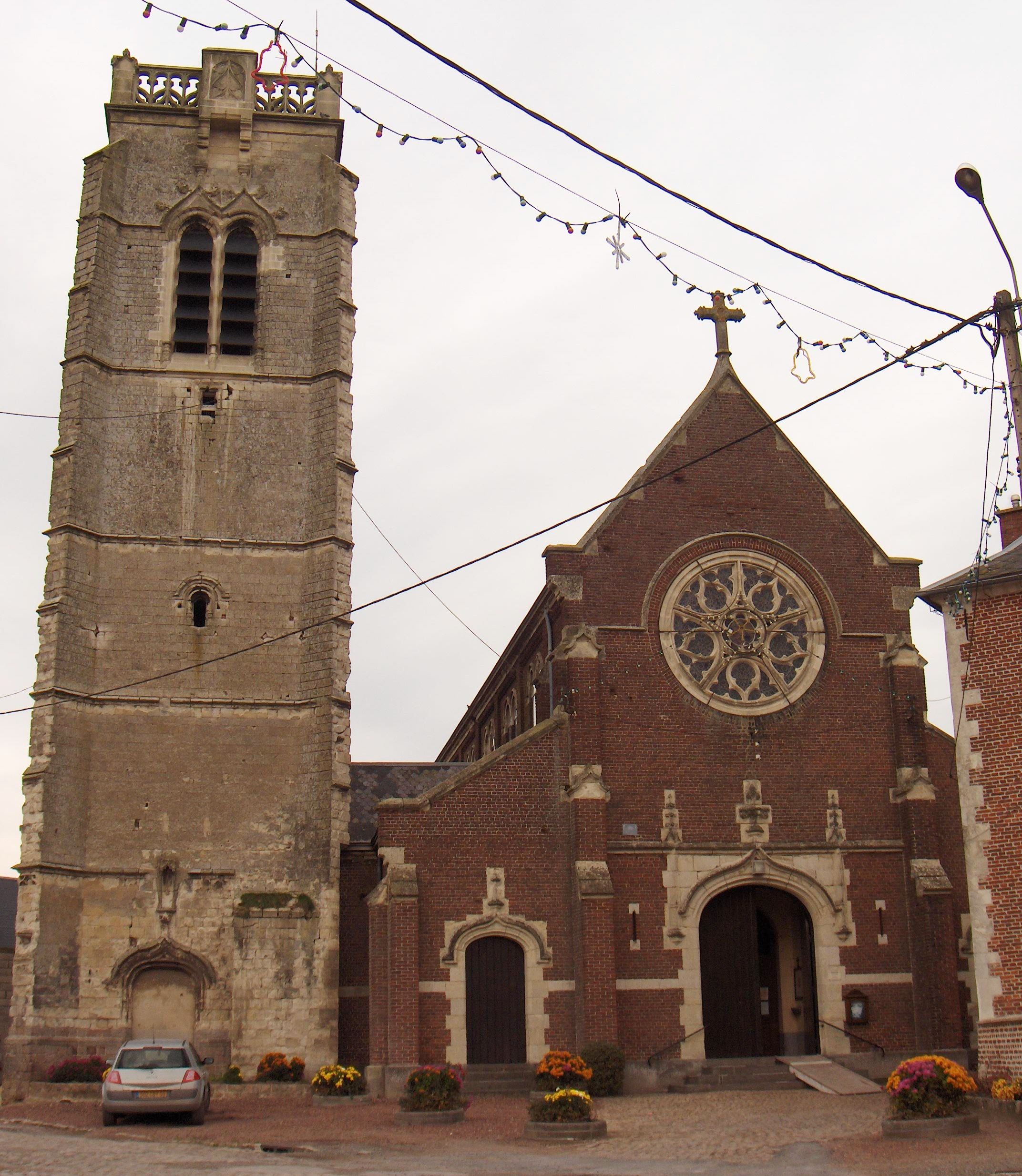
Sint-Germanuskerk, Carnières.
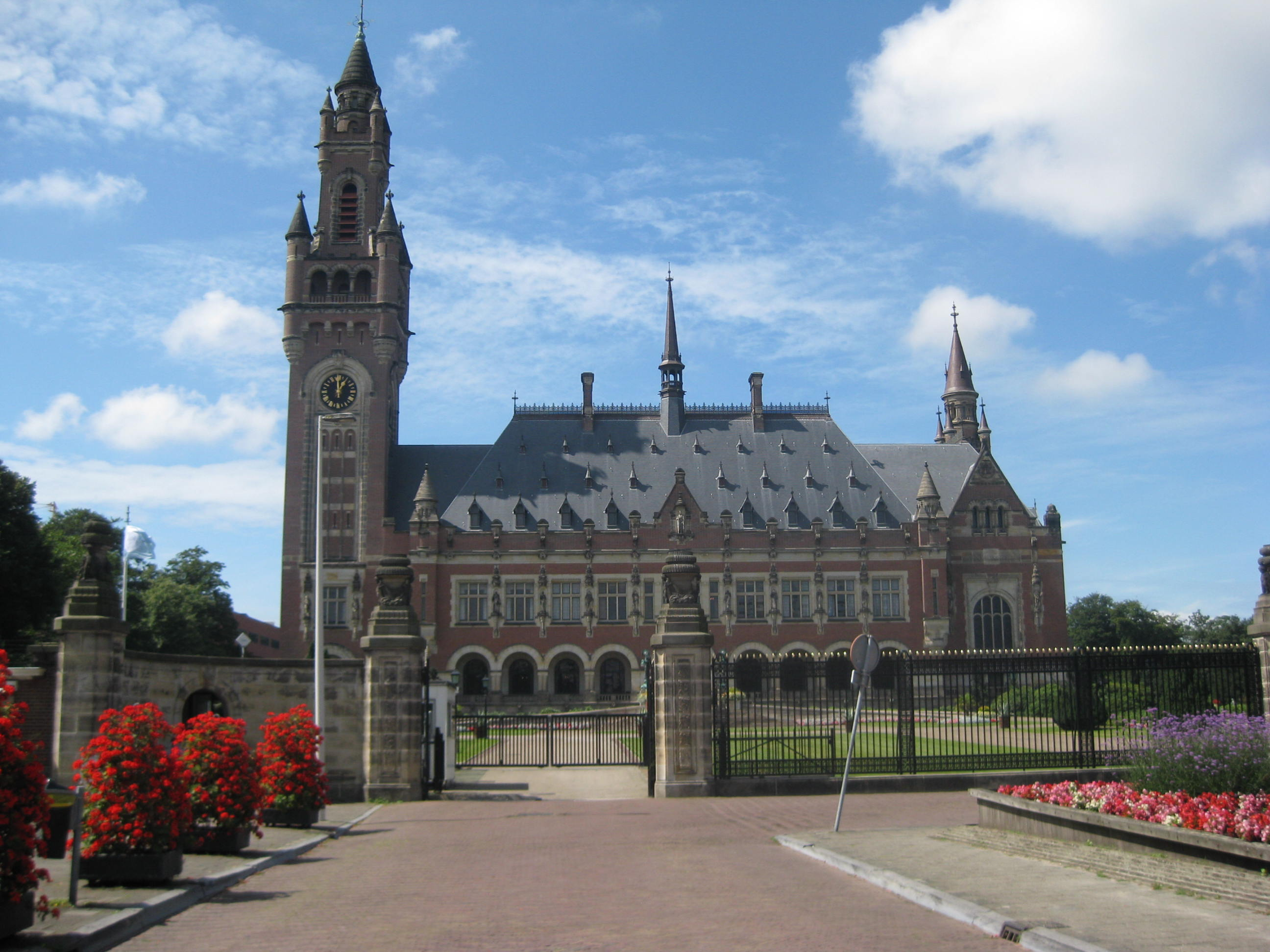
Vredespaleis, Den Haag. 1907-1913.
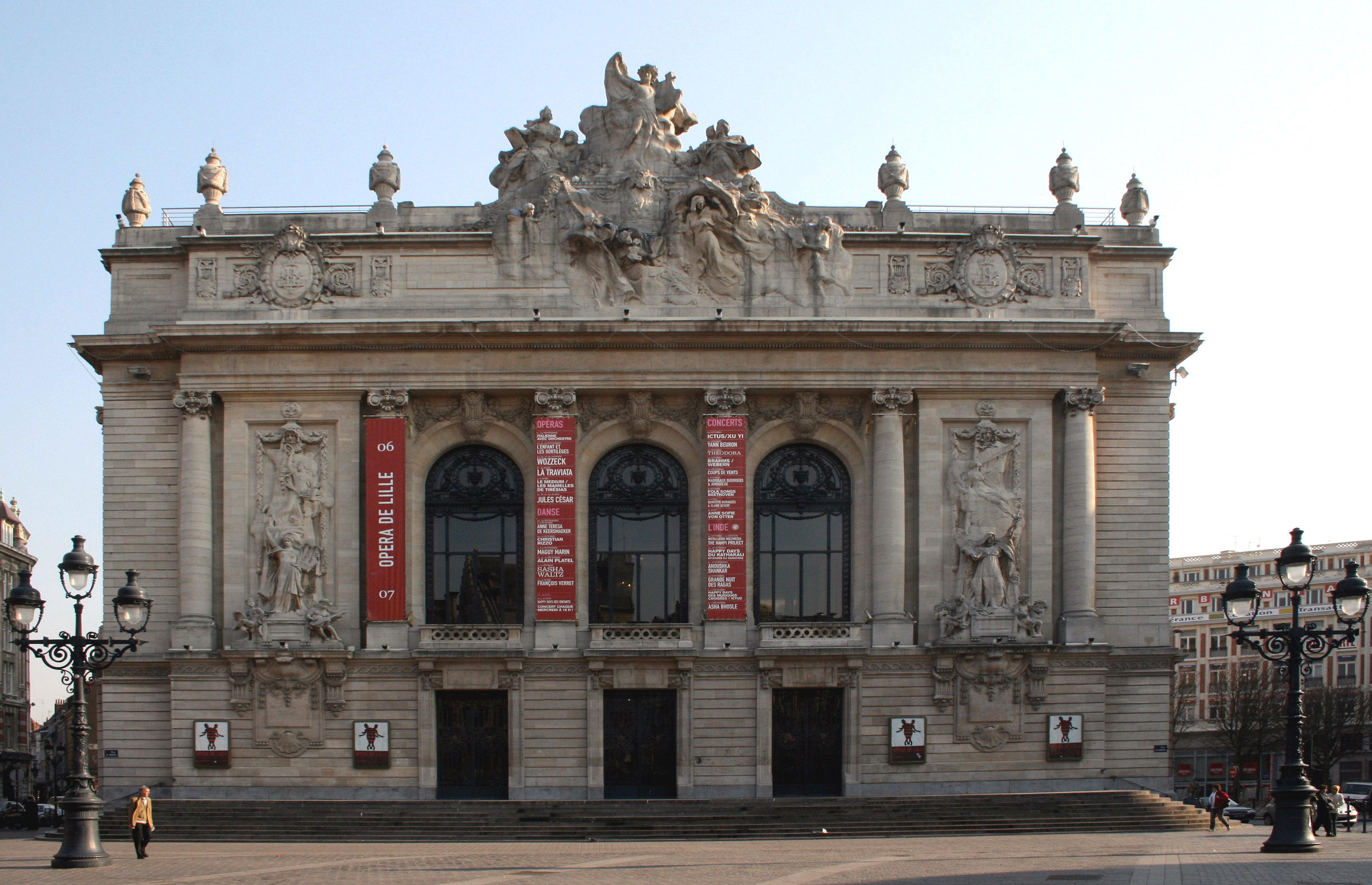
Opera, Rijsel. 1907-1913.
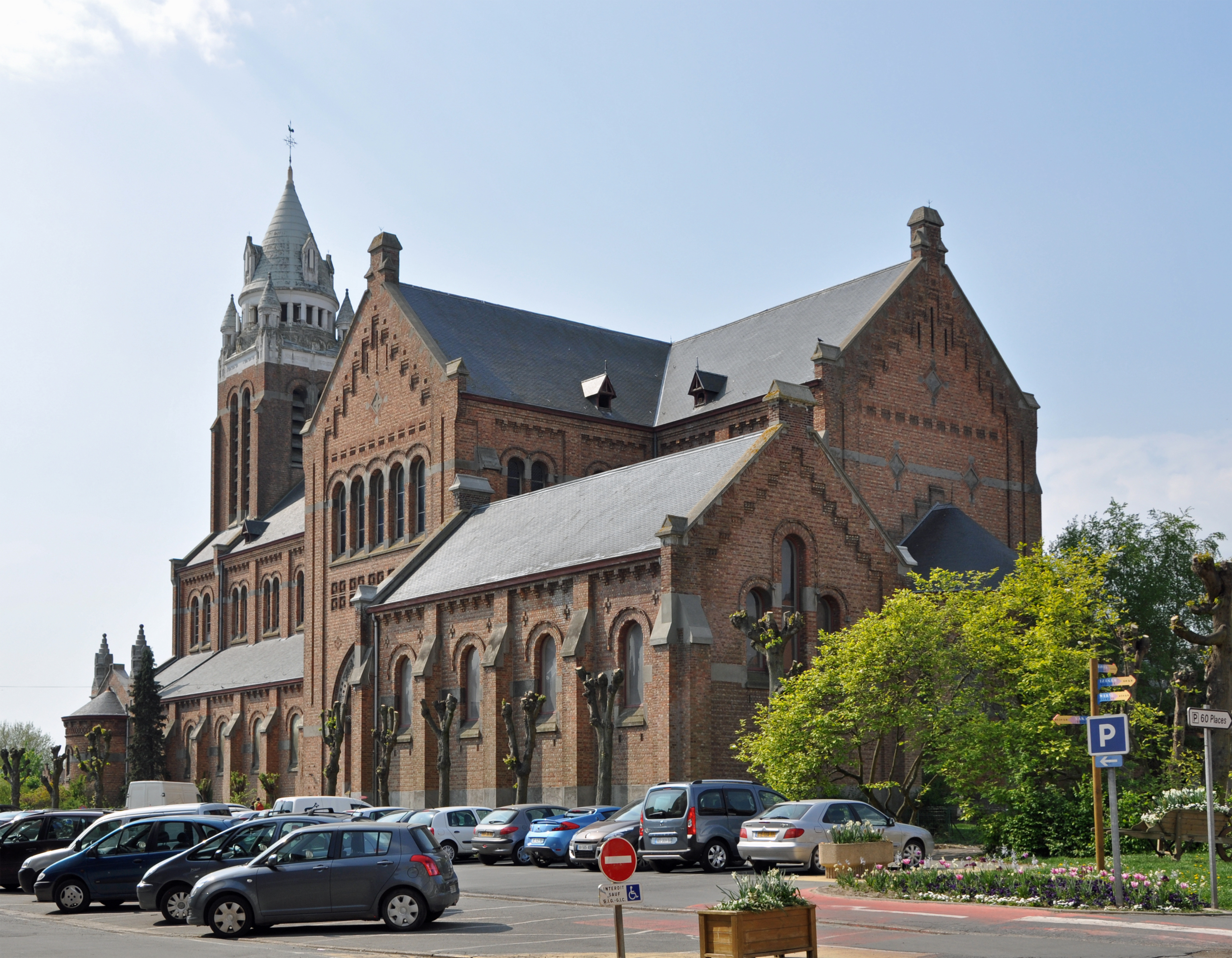
Sint-Vedastuskerk, Belle

## Trivia
- In Rijsel is een straat naar hem genoemd: de Avenue de l’Architecte-Cordonnier.

- Bibliothèque nationale de France: cb119944196 (data)
- Gemeinsame Normdatei: 136324916
- International Standard Name Identifier: 0000 0001 2136 803X
- Library of Congress Control Number: nr99002653
- Base Léonore: 19800035/134/16900
- Nederlandse Thesaurus van Auteursnamen: 200802844
- RKD-Nederlands Instituut voor Kunstgeschiedenis: 260958
- SNAC: w65n0hc2
- Système universitaire de documentation: 028025717
- Union List of Artist Names: 500259789
- Virtual International Authority File: 64274690
- WorldCat: E39PBJrgMkChkwxckwcmrpYdcP